# Betriebsmittelkosten
Betriebsmittelkosten sind in der betriebswirtschaftlichen Kostenrechnung diejenige Kostenart, die von den Betriebsmitteln verursacht wird und nicht selbst in das Produkt eingeht, aber zur Durchführung des Produktionsprozesses notwendig ist.

## Allgemeines
Zu den Betriebsmitteln gehören dem Betriebszweck dienende Grundstücke und Gebäude, Maschinen und maschinelle Anlagen, Werkzeuge, Fahrzeuge oder Betriebs- und Geschäftsausstattung. Der Produktionsfaktor Betriebsmittel ist ein so genannter Potentialfaktor, der nicht – wie Rohstoffe, Hilfsstoffe und Betriebsstoffe – selbst in das Produkt eingeht und verbraucht wird, sondern wiederholt in der Produktion zum Einsatz kommt. Deshalb bilden die Betriebsmittelkosten den Gegensatz zu den Materialkosten, auch wenn beide Kostenarten häufig aus derselben Quelle entstanden sein können. So verursacht die Wartung einer Maschine Wartungskosten, die zu den Betriebsmittelkosten gehören, während die von der Maschine verbrauchte Energie zu den Materialkosten zu rechnen ist.

## Kostenarten
Die ständige Nutzung der Betriebsmittel führt zu Gebrauchs- und Zeitverschleiß, die als Abschreibung in die Kosten zu verrechnen sind. Während Gebrauchsverschleiß durch die ständige Nutzung in der Produktion auftritt, kommt Zeitverschleiß unabhängig von der Beschäftigung durch Zeitablauf vor. Darüber hinaus verursachen Betriebsmittel auch Kosten wie Versicherungsprämien, Mieten, Telefongebühren oder Wartungs- und Reparaturkosten. Während Abschreibungen, Versicherungsprämien, Mieten oder Telefongebühren zu den Fixkosten gehören, sind Wartungs- und Reparaturkosten variable Kosten. Die detaillierte Aufgliederung dieser Kostenarten hat ausschließlich betriebsinterne Gründe, damit das Rechnungswesen genügend Transparenz für betriebliche Entscheidungen aufweist.

## Gewinn- und Verlustrechnung
In der Gewinn- und Verlustrechnung werden diese Kostenarten hingegen aggregiert und sind nach § 275 Abs. 2 HGB (Gesamtkostenverfahren) entweder als „Abschreibungen auf Sachanlagen“ (Nr. 7a) oder „sonstige betriebliche Aufwendungen“ (Nr. 8) auszuweisen. Im Umsatzkostenverfahren nach § 275 Abs. 3 HGB sind sie Teil der „Herstellungskosten der zur Erzielung der Umsatzerlöse erbrachten Leistungen“ (Nr. 2) oder „sonstige betriebliche Aufwendungen“ (Nr. 7).